# Louise-Julienne de Palatinat-Simmern
Louise-Julienne de Palatinat-Simmern (16 juillet 1594 à Heidelberg – 28 avril 1640 à Meisenheim) est une princesse palatine.

## Biographie
Elle est la fille de Frédéric IV du Palatinat et de Louise-Juliana d'Orange-Nassau et la sœur aînée de Frédéric V du Palatinat.
Son frère Frédéric V du Palatinat lui fait épouser Jean II de Palatinat-Deux-Ponts, électeur de 1591 à 1635, qui est veuf de Catherine de Rohan en 1607. Le mariage est célébré à Heidelberg en 1612.
Ils ont sept enfants:
- Élisabeth-Louise-Julienne de Palatinat-Deux-Ponts (1613–1667), abbesse à Herford
- Catherine-Charlotte de Palatinat-Deux-Ponts (1615–1651) épouse en 1631 le Comte palatin Wolfgang Guillaume de Palatinat-Neubourg
- Frédéric de Deux-Ponts (1616–1661), duc et Palatin de Deux-Ponts
- Anne Sibylle de Palatinat-Deux-Ponts (1617–1641)
- Jean Louis de Palatinat-Deux-Ponts-Veldenz (1619–1647)
- Julienne Madeleine de Palatinat-Deux-Ponts (1621–1672) épouse du Palatin Frédéric Louis de Palatinat-Deux-Ponts-Landsberg
- Marie Amélie de Palatinat-Deux-Ponts (1622–1641)